# Сарт-Абдрашевский сельсовет
Сарт-Абдрашевский сельсовет — упразднённые административно-территориальная единица и муниципальное образование со статусом сельского поселения в составе Сафакулевского района Курганской области.
Административный центр — село Сарт-Абдрашево.
15 марта 2022 года сельсовет был упразднён в связи с преобразованием муниципального района в муниципальный округ.

## История
В соответствии с Законом Курганской области от 6 июля 2004 года № 419 сельсовет наделён статусом сельского поселения.

## География
Территория сельсовета богата озёрами. Находящееся севернее Петровки, озеро Шамеля имеет статус памятника природы и является популярным местом отдыха.

## Население
| 1989  | 2002  | 2004  | 2010  | 2012  | 2013  | 2014  |
| ----- | ----- | ----- | ----- | ----- | ----- | ----- |
| 2217  | ↘1632 | ↘1597 | ↘1434 | ↘1367 | ↘1296 | ↘1274 |
| 2015  | 2016  | 2017  | 2018  | 2019  | 2020  |       |
| ↘1214 | ↘1148 | ↘1112 | ↘1097 | ↘1054 | ↘1048 |       |

## Состав сельского поселения
| № | Населённый пункт | Тип населённого пункта       | Население |
| - | ---------------- | ---------------------------- | --------- |
| 1 | Азналино         | деревня                      | ↘222      |
| 2 | Баязитово        | деревня                      | ↘132      |
| 3 | Петровка         | деревня                      | ↘33       |
| 4 | Преображенка     | деревня                      | ↘102      |
| 5 | Сарт-Абдрашево   | село, административный центр | ↗945      |